# Bernard Braine
Bernard Richard Braine, baron Braine de Wheatley, (né le 24 juin 1914 à Ealing et mort le 5 janvier 2000 à Southend-on-Sea) est un homme politique conservateur britannique. Il est député pendant plus de quarante ans, élu dans l'Essex.

## Biographie
Il fait ses études à Hendon et sert dans le régiment du North Staffordshire pendant la Seconde Guerre mondiale, atteignant le grade de lieutenant-colonel.
Après s'être présenté, sans succès, à Leyton Ouest en 1945, Braine est élu député de Billericay en 1950. Lorsque les limites des circonscriptions sont révisées en 1955 il est élu pour la nouvelle circonscription de Sud-Est de l'Essex, et quand cette circonscription est abolie en 1983, il est élu pour à Castle Point devenant le Père de la Chambre des communes en 1987, après la nomination de James Callaghan à la Chambre des lords.
Il est président du Conseil national de lutte contre l'alcoolisme, et membre des groupes parlementaires sur les droits de l'Homme et contre l'avortement. Pendant de nombreuses années, il est ambassadeur officieux du gouvernement pour le Gouvernement polonais en exil à Londres. Il est fait chevalier en 1972, et nommé en tant que Conseiller privé en 1985.
Braine quitte le Parlement lors de l'élection générale de 1992, et en août de la même année, il est fait pair à vie comme baron Braine de Wheatley, de Rayleigh dans le comté d'Essex. Il est mort en janvier 2000 à l'âge de 85 ans.